# Mellem Marx og Muhammed
Mellem Marx og Muhammed er en dansk dokumentarfilm fra 1971 med instruktion og manuskript af Tørk Haxthausen.

## Handling
Filmen er en beskrivelse af den jugoslaviske by Prizren, en lille by som ligger i bjergene nær den albanske grænse. Filmen koncentrerer sig om drengen Ilir og hans familie.